# Arvo Pärt
Œuvres principales
- Für Alina (1976)
- Fratres (1977)
- Miserere (1989)
- Litany (1994)
- Lamentate (2002)

Arvo Pärt ([ˈɑrvo ˈpært]), né le 11 septembre 1935 à Paide en Estonie, est un compositeur estonien. Souvent associé au mouvement de musique minimaliste, il est considéré comme un des principaux compositeurs contemporains.

## Biographie
Arvo Pärt naît à Paide, ville située à environ 90 km au sud-est de Tallinn, lors de la première pédiode d'indépendance estonienne. Ses parents, August Pärt (1899-1972) et Linda-Annette (née Mäll ; 1907-1991), divorcent alors qu'il n'a que trois ans, et sa mère l'emmène vivre chez son nouveau compagnon à Rakvere, dans le Nord-Est de l'Estonie. Là, entre sept et huit ans, il suit des cours de musique après l'école et apprend les bases du piano et de la théorie musicale. À la maison, il ne dispose que d'un vieux piano à queue dont seuls les registres extrêmes peuvent être joués convenablement ; cela le pousse à l'expérimentation et à inventer ses propres œuvres.
Adolescent, Arvo Pärt écoute toutes sortes de musiques à la radio mais il est plus particulièrement intéressé par la musique symphonique. Il écoute notamment les programmes de la Radio finlandaise qui pouvaient être captés assez clairement dans le nord de l'Estonie. On raconte même qu'il tournait en rond sur la place de la ville alors que les concerts symphoniques y étaient diffusés via des haut-parleurs, à vélo, pour ne pas rester statique et ne pas éveiller les soupçons.
Bien que le piano soit son instrument de prédilection et qu'il en joue parfois en concert comme accompagnateur, il pratique aussi le hautbois dans l'orchestre de son école, les percussions dans un groupe de danse et chante dans le chœur de son école. Progressivement, il passe des improvisations au clavier à des compositions plus formelles qu'il commence à noter vers quatorze ou quinze ans. Vers ses dix-sept ans, il présente Meloodia, pièce pour piano qu'il compose pour un concours de jeunes artistes. Sa pièce est remarquée mais, sans doute à cause d'un manque évident de racines ou d'influences estoniennes, il ne remporte aucun prix. Arvo Pärt se rappelle qu'elle était dans le style de Rachmaninov mais qu'elle n'avait rien de personnel.
Arvo Pärt entre en 1954 à l'École secondaire de musique de Tallinn et compte parmi ses professeurs Harri Otsa. Il y étudie la théorie musicale, la composition, le piano, la littérature musicale, l'analyse et la musique populaire. Cet apprentissage est interrompu après quelques mois seulement par le service militaire obligatoire au cours duquel il joue de la caisse claire et du hautbois dans la fanfare. Ces deux années sont vécues comme une souffrance et il contracte une maladie rénale qui compromettra sa santé pendant plus de dix ans. Il retourne à l'École secondaire de musique de Tallinn pour l'année scolaire 1956-1957 avec Veljo Tormis pour professeur et assimile facilement toute idée nouvelle (dont le dodécaphonisme), particulièrement le peu de musique occidentale qu'il peut entendre. Il fait déjà preuve d'un talent évident et naturel pour la composition ; un de ses compagnons d'étude, Ave Hirvesoo, déclare même qu'il « semblait secouer sa manche et des notes en tombaient ».
Il entre au conservatoire de Tallinn à l'automne 1957 où il étudie avec Heino Eller. Les programmes obligatoires comportent également l'économie politique, l'histoire du Parti communiste et la « science de l'athéisme ». Parallèlement, il trouve un emploi d'ingénieur du son à la radio estonienne, poste qu'il occupe de 1958 à 1967. En 1962, l'une de ses compositions écrite pour chœur d'enfants et orchestre, Notre jardin (1959), le fait connaître dans toute l'Union soviétique et lui permet de remporter le Premier Prix des jeunes compositeurs de l'URSS. À cette époque il est quelque temps directeur musical du Théâtre des Pionniers de Tallinn et compose de la musique pour le théâtre, particulièrement des pièces pour les enfants et les marionnettes (Quatre danses faciles pour le piano, Cinq chansons enfantines) ; il reçoit également de nombreuses commandes de musiques de film. Quand il sort diplômé du conservatoire de Tallinn en 1963, sa carrière professionnelle de compositeur est déjà bien amorcée.
Au début des années 1960, Arvo Pärt s'initie à la composition sérielle, dont relèvent ses deux premières symphonies ; cela lui attire immédiatement d'importantes inimitiés, la musique sérielle étant considérée comme un avatar de la décadence bourgeoise occidentale. Tout aussi incorrectes politiquement dans le contexte soviétique, ses compositions d'inspiration religieuse, ainsi que sa technique du collage un temps utilisée, limitent considérablement le rayonnement de son œuvre.
En 1968, en proie à une crise créatrice, et à la suite de la censure par le régime communiste de son œuvre Credo,, Arvo Pärt renonce au sérialisme et plus globalement à la composition elle-même, et ce durant une dizaine d’années, temps qu'il consacre à l'étude du plain-chant grégorien et à celle de compositeurs médiévaux français et flamands tels que Guillaume de Machaut, Ockeghem, Obrecht et Josquin des Prés. Ces études et réflexions aboutiront à l'écriture d'une pièce de style intermédiaire, la Symphonie no 3 (1971).
Son évolution stylistique est notable en 1976 avec la composition d'une pièce pour piano devenue célèbre, Für Alina, qui marque une rupture avec ses premières œuvres et qui pose les jalons de son nouveau style, qualifié par lui-même de « style tintinnabuli »,. L'auteur l'explique ainsi : « Je travaille avec très peu d'éléments - une ou deux voix seulement. Je construis à partir d'un matériau primitif - avec l'accord parfait, avec une tonalité spécifique. Les trois notes d'un accord parfait sont comme des cloches. C'est la raison pour laquelle je l'ai appelé tintinnabulation ». L'année suivante, Pärt écrira dans ce nouveau style trois de ses pièces les plus importantes et reconnues : Fratres, Cantus in Memoriam Benjamin Britten et Tabula rasa.
En 1980, accompagné de sa famille, il quitte son pays où il est en proie à la censure pour Vienne où il obtient la nationalité autrichienne. L'année suivante il part pour Berlin-Ouest. De fréquents séjours le conduisent près de Colchester dans l'Essex. Il revient ensuite en Estonie devenue indépendante et vit désormais à Tallinn. Son succès jamais démenti dans tout l'Occident, et particulièrement aux États-Unis, a pour inconvénient de le ranger dans la catégorie des compositeurs « minimalistes mystiques », avec Henryk Górecki et John Tavener. En 1996, il devient membre de l'Académie américaine des arts et des lettres.
Créateur d'une musique épurée, d'inspiration profondément religieuse — il est de confession chrétienne orthodoxe, et les chants orthodoxes ainsi que les chants grégoriens ont influencé son style sur la modulation lente des sons —, associée par certains à la musique postmoderne, Arvo Pärt creuse également le sillon du style tintinnabuli. Ses œuvres ont été jouées dans le monde entier et ont donné lieu à plus de 80 enregistrements, ainsi qu'à de très nombreuses utilisations pour l'illustration sonore de films et de spectacles de danse.

## Inspiration et style
Elle se caractérise par l'écriture minimaliste de Pärt, une musique épurée qui donne une impression de simplicité.
Le premier élément est l'utilisation de rythmes simples tels que « noire, blanche, noire, blanche » ou « blanche, noire, blanche, noire ». Le second élément est le style tintinnabuli. Chez Arvo Pärt, cette écriture s'inspire ainsi du son de la clochette, lorsqu'un instrument - quel qu'il soit - articule son jeu entre trois notes principales, celle de l'accord parfait d'une gamme.
Cette simplicité se retrouve également dans l'utilisation de notes récurrentes et d'une certaine stabilité de la gamme. Pärt, contrairement à beaucoup de compositeurs des époques baroque, classique et romantique, n'utilise pratiquement jamais de modulations.

## Œuvres complètes
Liste chronologique des œuvres complètes d'Arvo Pärt :

### Première période (néoclassique et sérielle)
- 1956/57 : Vier leichte Tanztücke
- 1958/59 : Sonatines, op. 1
- 1959 : Partita, op. 2
- 1959 : Meie aed, op. 3
- 1960 : Nekrolog, op. 5
- 1960 : Viis Laulu Lastele, op. 6
- 1961 : Maailma samm
- 1963 : Symphonie no 1, op. 9
- 1963 : Perpetuum mobile, op. 10
- 1964 : Diagramme, op. 11
- 1964 : Musica syllabica, op. 12
- 1964 : Quintettino, op. 13
- 1964 : Solfeggio
- 1964 : Collage sur B-A-C-H
- 1964 : Concerto piccolo sur B-A-C-H
- 1966 : Pro et contra
- 1966 : Symphonie no 2
- 1968 : Credo

### Période intermédiaire (abandon du sérialisme)
- 1971 : Symphonie no 3
- 1972 : Laul armastatule

### Deuxième période (tintinnabulum)
- 1976 : Für Alina
- 1976 : Pari intervallo
- 1976 : Trivium
- 1976 : Wenn Bach Bienen gezüchtet hätte
- 1976 : An den Wassern zu Babel saßen wir und weinten
- 1977 : Tabula rasa
- 1977 : Sarah Was Ninety Years Old
- 1977 : Arbos
- 1977 : Fratres
- 1977 : Summa
- 1977 : Cantate Domino canticum novum
- 1977 : Variationen zur Gesundung von Arinuschka
- 1977 : Missa syllabica
- 1977 : Cantus in memoriam Benjamin Britten
- 1978 : Spiegel im Spiegel
- 1980 : De profundis
- 1980 : Annum per annum
- 1982 : Passio Domini nostri Jesu Christi secundum Joannem
- 1984 : Hymn to a Great City
- 1984 : Te Deum
- 1984 : Es sang vor langen Jahren
- 1984 : Zwei slawische Psalmen
- 1984 : Wallfahrtslied
- 1985 : Stabat Mater
- 1985 : Psalom
- 1988 : Sieben Magnificat-Antiphonen
- 1988 : Festina lente
- 1989 : Magnificat
- 1989 : Mein Weg
- 1989 : Miserere
- 1990 : Beatus Petronius
- 1990 : Statuit ei Dominus
- 1990 : And One of the Pharisees…
- 1990 : Bogoróditse Djévo
- 1990 : The Beatitudes
- 1990 : Berliner Messe
- 1991 : Silouans Song
- 1992 : Trisagion
- 1992 : Mozart-Adagio
- 1994 : Litany
- 1995 : Darf ich…
- 1996 : I Am the True Vine
- 1996 : Dopo la vittoria
- 1997 : Tribute to Cæsar
- 1997 : The Woman with the Alabaster Box
- 1997 : Kanon Pokajanen
- 1998 : Zwei Beter
- 1998 : Triodion
- 1998 : Como cierva sedienta
- 1999 : Cantique des degrés
- 1999 : Orient and Occident
- 2000 : My Heart's in the Highlands
- 2000 : Which Was the Son of…
- 2000 : Cecilia, vergine romana
- 2000 : Littlemore Tractus
- 2001 : Nunc dimittis
- 2002 : Peace Upon You, Jerusalem
- 2002 : Salve Regina
- 2002 : Lamentate
- 2002 : Deux Berceuses
- 2003 : Most Holy Mother of God
- 2003 : In principio
- 2003 : Passacaglia
- 2004 : Anthem of St John the Baptist
- 2004 : Da pacem Domine
- 2004 : L'Abbé Agathon
- 2005 : Vater unser
- 2005 : La sindone
- 2005 : Von Angesicht zu Angesicht
- 2006 : Veni creator spiritus
- 2006 : Für Anna Maria
- 2006 : Für Lennart in memoriam
- 2007 : Sei gelobt, du Baum
- 2007 : Morning Star
- 2007 : The Deer's Cry
- 2007 : These Words…
- 2007 : Scala cromatica
- 2008 : Symphonie nº 4
- 2008 : Alleluia-Tropus
- 2009 : Missa brevis
- 2009 : Adam's Lament
- 2010 : Silhouette
- 2010 : In spe
- 2012 : Habitare fratres in unum
- 2012 : Virgencita
- 2013 : Swansong
- 2014 : Drei Hirtenkinder aus Fátima
- 2014 : Sequentia
- 2015 : Kleine Litanei
- 2018 : And I Heard a Voice...
- 2018 : Prayer
- 2019 : Richter/Pärt

### Travail pour le cinéma et utilisation cinématographique

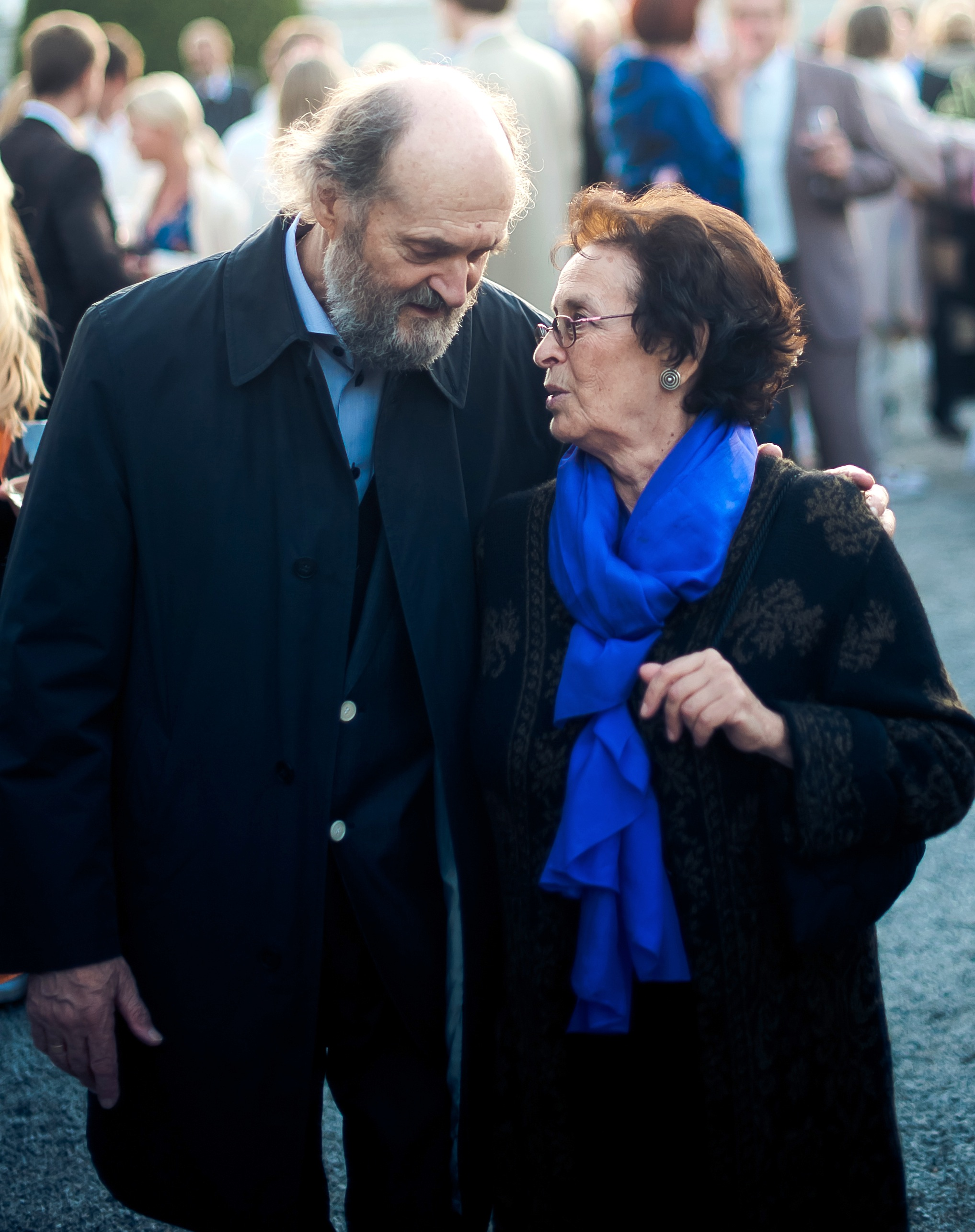
Arvo Pärt et sa femme Nora en août 2012.

Dans les années 1960 et 1970, Arvo Pärt compose, sur commande, plusieurs musiques de film. Cette production est estimée à près de quarante bandes originales, dont les plus notables sont Des diamants pour la dictature du prolétariat (1975) de Grigori Kromanov et L'Enquête du pilote Pirx (1979) de Marek Piestrak. Le style est imaginatif, mais manque d'unité. Ce travail n'a pour le compositeur qu'une fonction lucrative et reste sans rapport avec le travail de recherche qui l'occupe à la même époque,.
Bien que la musique d'Arvo Pärt à partir de 1976 soit composée spécifiquement pour les concerts, le succès des enregistrements discographiques pousse de nombreux réalisateurs à utiliser, à partir des années 1990, des extraits de ses œuvres en leur assignant une fonction critique et narrative importante. L'estimation actuelle regroupe une vingtaine de pièces, présentes dans plus de cent-cinquante de longs métrages,,. Parmi ses œuvres sont utilisées le plus fréquemment Für Alina, Fratres, Cantus et, plus particulièrement, Spiegel im Spiegel qui apparaît en surimposition d'une variété de thèmes, notamment la guerre, la maladie en phase terminale, le terrorisme, la compassion et le pardon.
D'une manière plus générale, y compris dans son utilisation au cinéma, l'œuvre d'Arvo Pärt peut être considérée comme l'agent esthétique de quelque chose qui est « inaccessible, oublié ou dépossédé » propice à l'introspection et à la réflexion mystique.

### Spectacle vivant
En 2015, le concert-spectacle Adam's Passion, mis en scène par Bob Wilson, est joué dans une ancienne usine de sous-marins à Tallinn.

## Principaux enregistrements
La plupart sont parus chez ECM dans la collection New Series et Harmonia Mundi :
- Tabula rasa, par Gidon Kremer et Keith Jarrett, chez ECM (1984)
- Arbos, par The Hilliard Ensemble dirigé par Paul Hillier, chez ECM (1987)
- Passio, par The Hilliard Ensemble dirigé par Paul Hillier, chez ECM (1988)
- Early Orchestral Works, par l'Orchestre symphonique de Bamberg dirigé par Neeme Järvi, chez BIS Records (1989)
- Miserere, par The Hilliard Ensemble dirigé par Paul Hillier, chez ECM (1991)
- Te Deum, par le Chœur de chambre philharmonique estonien, chez ECM (1993)
- Fratres (incluant six versions différentes de l'œuvre), par I Fiamminghi, chez Telarc (1995)
- Litany, par The Hilliard Ensemble et l'Orchestre de chambre de Tallinn, chez ECM (1996)
- Beatus, par le Chœur de chambre philharmonique estonien dirigé par Tõnu Kaljuste, chez Virgin Classics (1997)
- De profundis, par le Theatre of Voices dirigé par Paul Hillier, chez Harmonia Mundi (1997)
- Kanon Pokajanen, par le Chœur de chambre philharmonique estonien dirigé par Tõnu Kaljuste, chez ECM (1998)
- Alina, par Vladimir Spivakov et Alexander Malter, chez ECM (1999)
- I Am the True Vine, par le Pro Arte Singers dirigé par Paul Hillier, chez Harmonia Mundi (2000)
- Orient and Occident, par l'Orchestre symphonique de la radio suédoise dirigé par Tõnu Kaljuste, chez ECM (2002)
- Lamentate, par Alekseï Lioubimov, The Hilliard Ensemble et l'Orchestre symphonique de la radio de Stuttgart, chez ECM (2005)
- Da pacem, par le Chœur de chambre philharmonique estonien dirigé par Paul Hillier, chez Harmonia Mundi (2006)
- In Principio, par le Chœur de chambre philharmonique estonien dirigé par Tõnu Kaljuste, chez ECM (2009)
- Adam's Lament par le Chœur de la radio lettone dirigé par Tõnu Kaljuste chez ECM Records, 2012.

## Distinctions

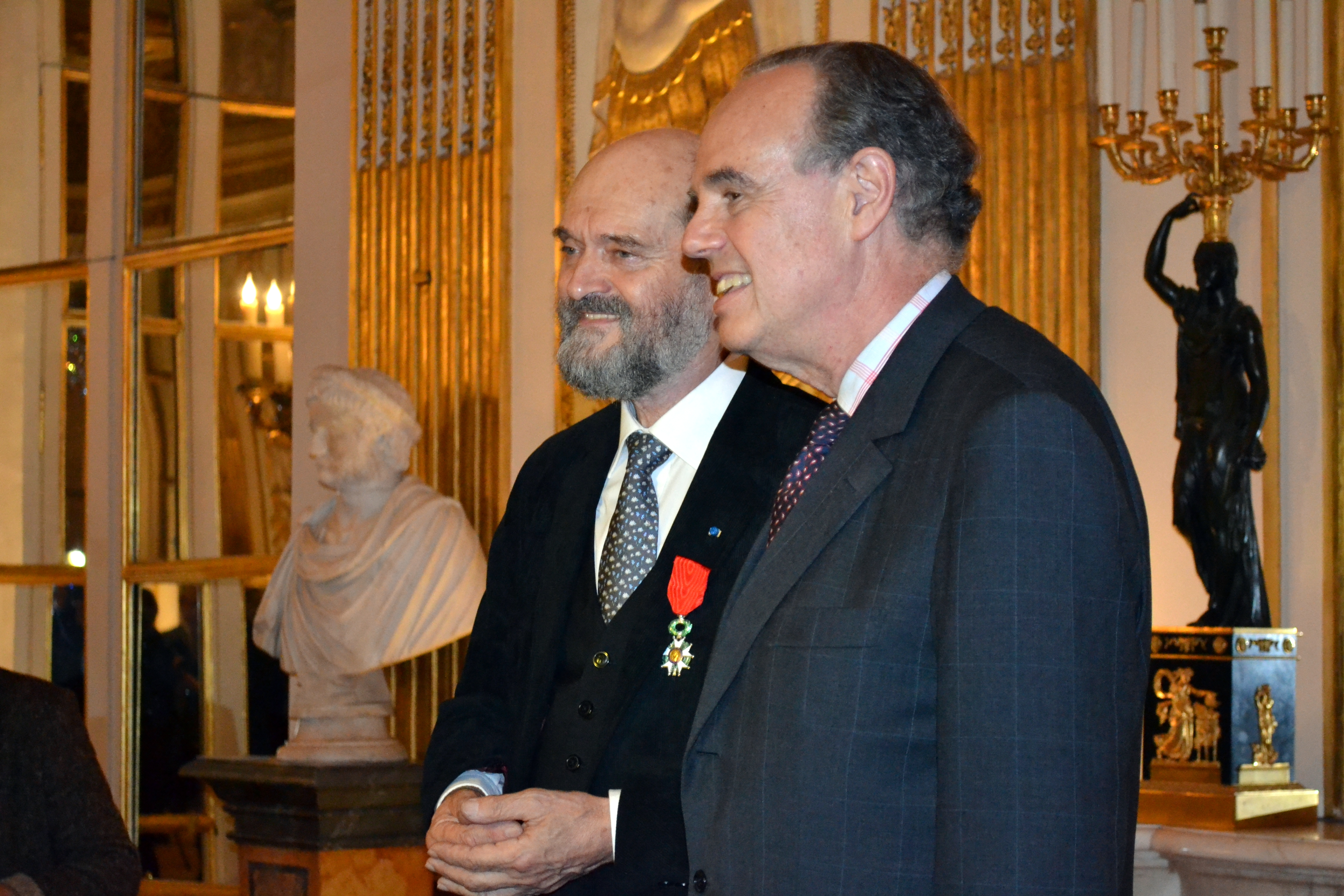
Arvo Pärt recevant la Légion d'honneur des mains de Frédéric Mitterrand en 2011.

Arvo Pärt est docteur honoris causa de plusieurs universités dans le monde dont celles de Sydney (1996), Tartu (1998), Durham (2003), Fribourg-en-Brisgau (2007), Liège (2009) et Saint Andrews (2010).
Membre de l'Académie américaine des arts et des lettres (département musique) depuis 1996, il a reçu le prix Léonie-Sonning de la musique en 2008 et a été nommé chevalier de la Légion d'honneur en 2011. Il est également membre du Conseil pontifical de la culture depuis 2011. En septembre 2013, il reçoit la distinction d'Archonte du patriarcat œcuménique de Constantinople.
Arvo Pärt a reçu en juillet 2014 le Praemium Imperiale dans la section « musique », attribué par l'Association japonaise des beaux-arts.
En 2017, il reçoit le prix Ratzinger pour sa contribution significative dans le domaine de la musique sacrée.
En 2023, il est lauréat du prix Polar Music, récompense considérée comme le « Nobel de la musique ».
En 2024, il reçoit la médaille d'or de la Royal Philharmonic Society.

## Hommage
Est nommé en son honneur (4087) Pärt, un astéroïde de la ceinture principale découvert en 1986.